# Nemanja Zlatković
Nemanja Zlatković (in serbo Немања Златковић?; Belgrado, 21 agosto 1988) è un ex calciatore serbo, di ruolo difensore.

## Carriera

### Club
Ha giocato nella massima serie dei campionati serbo, slovacco e bosniaco.